# Msikisi
Msikisi ist ein Verwaltungsbezirk (englisch Ward) des Distrikts Masasi in der tansanischen Region Mtwara.

## Geografie
Msikisi liegt im Südosten von Tansania etwa 30 Kilometer Luftlinie westlich der Distrikthauptstadt Masasi. Der Bezirk grenzt im Norden an die Region Lindi, im Nordosten an den Bezirk Namatutwe, im Osten an Namajani, im Süden an Kamundi und Nangomba und im Südwesten an Sengenya. Bei der Volkszählung 2022 lebten 8172 Menschen in 2433 Haushalten auf einer Fläche von 328 Quadratkilometern.

## Gliederung
Der Bezirk besteht aus drei Gemeinden (Mtaa) mit 15 Orten (Kitongoji):
| Miwale - Mbuyuni - Mkwajuni - Mwambani - Chimbo A - Chimbo B | Msikisi - Kilimanihewa - Muungano - Jiulize - Jitegemee - Umoja | Namalembo - Nambupa - Majengo - Amani - Maputo - Majimaji |